# 피아노 삼중주를 위한 알레그레토, Hess 48 (베토벤)
《피아노 삼중주를 위한 알레그레토 내림마장조, Hess 48》은 루트비히 판 베토벤에 의해 쓰인 피아노 삼중주 작품으로, "피아노 삼중주 12번"이라고도 칭해진다. 참고로, 베토벤의 열두 개의 피아노 삼중주의 장르 일련번호는 표준화되어 있지 않다. 

## 개요
비록 자필 악보는 없어졌지만, 이 작품은 베토벤이 빈으로 이주하기 전, 본에서의 궁중 음악가로서의 마지막 시점(1790-2년경)에서 쓴 작품이다. 그는 당시 본 예배당과 무대 관현악단에서의 무명 생활에서 벗어나 그의 건반 실력으로 감정가들을 즐겁게 했다. 베토벤이 가장 좋아하는 곳 중 하나는 깨달은 귀족과 지식인들이 자주 찾는 문화 및 정치 클럽, "체어가르텐"이었는데, 그는 트리오가 없는 미뉴에트 형태로 캐스팅 된 이 아주 정직한 알레그레토를 포함하여 초기 가정용 작품의 많은 부분을 "체어가르텐"의 멤버들을 위해 썼다. 출판은 1955년경 이루어졌다. 

## 구조
악장은 간단하게 시작된다. 바이올린은 첼로에 의하여 메아리치고, 피아노에서 처음 들은 점음표의 리듬 아르페지오 형상의 연주를 반복한다. 주요 주제의 반환에 이어 간략한 중간의 전개부가 있다. 연주 시간은 4분 정도 소요된다.

## 참고 문헌
각주
1. ↑  “BEETHOVEN: Piano Trio, Op. 1, No. 3 / Piano Trio in E-Flat Major / Variations, Op. 44”. 2021년 6월 29일에 원본 문서에서 보존된 문서. 2021년 2월 25일에 확인함.

출처
- “Allegretto in E flat major, Hess 48 (Beethoven) - from CDA67369 - Hyperion Records - MP3 and Lossless downloads”. 2021년 2월 25일에 확인함
- 《Schubert’s Tombeau de Beethoven: Decrypting the Piano Trio in E-Flat Major, Op. 100》. Princeton University Press. 2014년 12월 31일. 241–298쪽. ISBN 978-1-4008-6535-2.